# دانشگاه سگد
دانشگاه سِگِد (به مجاری: Szegedi Tudományegyetem) یک دانشگاه تحقیقاتی دولتی در سگد، مجارستان است. بر اساس رتبه‌بندی دانشگاهی کیواس در ۲۰۲۱ دانشگاه سگد بین ‎۵۵۱–۵۶۰ در میان دانشگاه‌های جهان قرار دارد.

## تاریخچه
دانشگاه سگد در سال ۱۵۸۱ به عنوان آکادمی یسوعی‌های کُلُژوار (اکنون کلوژ-نپوکا) که در آن زمان بخشی از پادشاهی مجارستان بود تأسیس، و پس از آن در ۱۸۷۲ توسط فرانتس یوزف به عنوان دانشگاه بنیان نهاده شد. این دانشگاه در سال ۱۹۲۱ پس از اینکه ترانسیلوانی به‌موجب پیمان تریانون به رومانی داده‌شد، به سگد نقل مکان کرد و به یکی از قدیمی‌ترین دانشگاه‌های تحقیقاتی مجارستان تبدیل شد. دانشگاه سگد در طول قرن بیستم تغییرات زیادی داشته؛ از آن جمله تغییر نام دانشگاه در ۱۹۶۲ به نام شاعر شهیر آتیلا یوژف بود.

## دانش‌آموختگان
دانشگاه سگد تعداد زیادی از نویسندگان، ورزشکاران و دانشمندان را آموزش داده‌است، از جمله شاعرانی چون آتیلا یوژف و میکلوش رادنوتی، ورزشکارانی چون ناتاشا دوشو-یانیچ و آنیتا مارتون و دانشمندانی چون آلبرت سنت-جورجی برندهٔ جایزه نوبل، گابور فودور، زولتان لایوش بای، لاسلو لوواس، آلفرد هار، فریدیش ریس و کاتالین کاریکو.